# Mazurche op. 68 (Chopin)
Le Mazurche op. 68 sono un gruppo di quattro composizioni per pianoforte scritte da Fryderyk Chopin in anni molto distanti; le prime tre furono composte fra il 1827 e il 1829, la quarta nel 1849 ed è l'ultima pagina scritta dal musicista.

## Storia
La creazione delle Mazurche ha  accompagnato tutta la vita di Chopin; queste brevi composizioni possono essere considerate una sorta di "diario lirico" della sua esistenza. Esse sono legate non solo alla sua attività musicale, ma anche alla sua identità polacca che lo fece vedere dai più come un "musicista nazionale". La prima mazurca da lui scritta, in Re maggiore, risale infatti al 1820 a opera di un giovanissimo Chopin. Dell'op. 68 la seconda è del 1827, la prima e la terza sono state scritte nel 1829 a Varsavia, la quarta è del 1849.
La mazurca in Fa minore, incompleta, è l'ultima composizione del musicista polacco; scritta a Parigi, nell'appartamento sulla collina di Chaillot, probabilmente fra il 20 maggio e il 15 agosto, quando il compositore ormai non era più in grado di suonare, è un abbozzo, a tratti illeggibile. Nel 1852, Jane Stirling, allieva e amica di Chopin, ritrovò, tra le carte e gli schizzi lasciati dal maestro, l'autografo originale; Auguste Franchomme, musicista amico del compositore, riuscì almeno in parte a decifrare il manoscritto e la Mazurca in Fa minore venne fatta pubblicare da Julian Fontana nel 1855 insieme ad altre tre mazurche ancora inedite. La partitura autografa esaminata da Franchomme venne in seguito analizzata da altri musicisti, tra cui Arthur Hedley, studioso del compositore, che nel 1951 tentò una nuova ricostruzione della mazurca, basandosi sul fatto che, per colpa della poca leggibilità del manoscritto, non si era notata una terza sezione della composizione, in Fa maggiore. Hedley però non ha pubblicato una nuova versione e anche una successiva edizione a cura del pianista Jan Ekier, non essendo corretta, non fu ritenuta valida, pertanto l'unica conosciuta al momento dai musicisti è ancora quella di Franchomme; alcuni studiosi, tra cui il pianista Ronald Smith, sono però tuttora intenzionati a meglio decifrare le pagine della composizione e a oggi non vi è ancora una versione definitiva accettata da tutti.

## Analisi
- Mazurca in Do maggiore op. 68 n. 1

Questa prima mazurca, come le altre due successive, è una composizione breve, senza troppe difficoltà tecniche e interpretative; ha un'apparente costruzione ABA, ma in realtà manca la riproposta del primo tema. Più che di una Mazurca vera e propria si tratta di un Oberek, danza paesana popolare in tutta la Polonia, molto simile alla mazurca. Il brano ha un'Introduzione importante di quattro battute seguita dal tema principale; il Trio è in Fa maggiore e presenta un solo tema.
- Mazurca in La minore op. 68 n. 2

La Mazurca in La minore è la prima dell'op. 68 a essere stata composta, risale infatti al 1827 quando Chopin era ancora studente al Conservatorio di Varsavia. È una delle mazurche più conosciute ed eseguite e fu anche riadattata in versione per voce e pianoforte da Pauline Viardot, cantante amica del compositore. La liricità della melodia ha momenti un po' tristi ed è molto dolce, elemento che porta alcuni esecutori a esagerare nel sentimentalismo snaturando così la composizione. Il brano è una Kujawiak, danza della Polonia centrale, assai simile alla mazurca, ma dal tempo più lento e molto più melodica. La costruzione ricorda la mazurca precedente con una prima parte bitematica. Notevole è il Trio che ha l'indicazione Poco più mosso e che presenta due temi fortemente rievocativi di musiche folcloriche polacche.
- Mazurca in Fa maggiore op. 68 n. 3

Il brano è del 1829 ed è una caratteristica mazurca dal ritmo vivace; da notare i diversi gradi di intensità sonora, si passa dal forte al piano e poi dal fortissimo ancora al piano. Ne Trio l'autore cita un canto paesano polacco, Oj Magdalino, dove le note acute sembrano essere una rievocazione del suono di un violino contadino.
- Mazurca in Fa minore op. 68 n.4

Ha detto Mieczysław Tomaszewski: "È difficile ascoltare quest'opera nel suo insieme, nella sua presunta forma ricostruita, senza commuoversi". Quello che colpisce è, infatti, oltre alla melodia intensamente dolente che emerge dalle pagine della composizione, il tentativo quasi disperato di un musicista consumato dalla malattia, che non poteva più suonare, di scrivere ancora una mazurca, così legata alla sua terra, il cui ritmo aveva segnato tutta la sua esistenza musicale.
Franchomme, nella sua ricostruzione, ha ottenuto una partitura di 40 battute della durata di meno di due minuti, a cui ha aggiunto le indicazioni agogiche, totalmente assenti nell'autografo di Chopin; sono presenti un passaggio in Fa minore, uno in La bemolle maggiore e in Do minore a cui segue la riproposta del primo episodio. Quest'ultima mazurca è in realtà una Kujawiak molto essenziale che in alcuni tratti si riallaccia all'op. 67 n. 2, probabilmente scritta un anno prima. La linea melodica, struggente e intensa, è costruita con uno spinto cromatismo e presenta pochi brevissimi accenni di luce, quasi una speranza che viene subito presa dalla malinconia dolente